# Csúzy Pál (politikus)
Csuzi és pusztaszentmihályi Csúzy Pál (vagy Csuzy, Becsehely, Zala vármegye, 1819. szeptember 1. – Bécs, Ausztria, 1850. január 26.) országgyűlési követ, honvédőrnagy. 

## Életútja
A Zala vármegyei Becsehelyen született a nemesi csuzi és pusztaszentmihályi Csúzy család sarjaként. Apja, Csúzy Pál (1784-1861), császári és királyi kamarás, földbirtokos, anyja, báró taródházi Mikos Jozefa (1786-1832) volt. Apai nagyszülei csuzi és pusztaszentmihályi Csúzy József (1752-1811) földbirtokos és a barkóczi Rosty családból való barkóczi Rosty Terézia Petronella (1762–1832) voltak. Anyai nagyszülei báró taródházi Mikos László (1750-1838), királyi táblai ülnök, és beődi Balogh Teréz (1756-1849) voltak.
A nagykanizsai gimnáziumban tanult, majd jogot végzett. 1845 és 1847 között a zalai liberális ellenzék egyik legradikálisabb hangadója volt Csány Lászlóval, Csertán Sándorral és Kerkapoly Istvánnal együtt. Az 1847-48-as országgyűlésen Zala vármegye követeként vett részt dunaszentgyörgyi Tolnay Károly (1813-1897) mellett, egészen 1848 márciusáig, amikor Deák Ferenc javára lemondott a követségről. 1848 júniusában országgyűlési képviselőnek jelöltette magát a letenyei választókerületben, de visszalépett. 1848 augusztusától a Mura mentén állomásozó zalaegerszegi nemzetőrzászlóalj parancsnoka volt nemzetőrszázadosként. Szeptembertől az "első zalai önkéntes nemzetőri zászlóalj", majd novembertől az ebből alakuló 47. honvédzászlóalj századosa volt. 1848. december 19-én nevezték ki honvédőrnaggyá és a 61. honvédzászlóalj parancsnokává. 1849 januárjában már az Alföldön harcolt alakulatával. A tavaszi hadjárat során részt vett az isaszegi és Pest alatti ütközetekben, majd Buda ostromában. A császáriak büntetésül közlegénynek sorozták be. Halálhíre 1850 áprilisában érkezett meg Bécsből Zalába.

## Házassága
1841. szeptember 1-jén Balmazújvárosban vette el semsei Semsey Sarolta (1823–1842) kisasszonyt, semsei Semsey Jób (1788–1842) kamarás és buzini Keglevich Éva (1798–1867) lányát.